# Ryuichi Moriya
Ryuichi Moriya (en japonés: 守屋龍一, Moriya Ryuichi; Kishiwada, 22 de agosto de 1985) es un deportista japonés que compitió en tiro con arco, en la modalidad de arco recurvo.
Ganó una medalla de plata en el Campeonato Mundial de Tiro con Arco al Aire Libre de 2005, en la prueba individual. Participó en los Juegos Olímpicos de Pekín 2008, ocupando el sexto lugar en la misma prueba.

## Palmarés internacional
| Campeonato Mundial al Aire Libre | Campeonato Mundial al Aire Libre | Campeonato Mundial al Aire Libre | Campeonato Mundial al Aire Libre |
| Año                              | Lugar                            | Medalla                          | Prueba                           |
| -------------------------------- | -------------------------------- | -------------------------------- | -------------------------------- |
| 2005                             | Madrid (España)                  | Medalla de plata                 | Individual                       |